# Tadeusz Nalepa

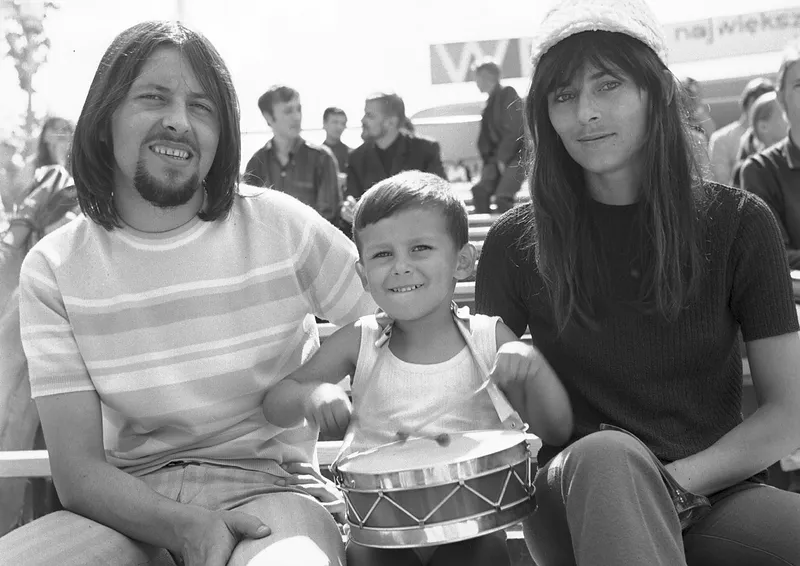
Tadeusz Nalepa i Mira Kubasińska z synem

Tadeusz Nalepa (ur. 26 sierpnia 1943 w Zgłobniu, zm. 4 marca 2007 w Warszawie) – polski kompozytor, gitarzysta, wokalista, harmonijkarz i autor tekstów.

## Życiorys
Ukończył szkołę muzyczną w Rzeszowie w klasach skrzypiec, klarnetu i kontrabasu. Dostał wyróżnienie w kategorii duetów na II „Festiwalu Młodych Talentów” w Szczecinie w 1963 wraz z Mirą Kubasińską, jego późniejszą żoną. 9 stycznia 1964 pobrali się w Urzędzie Stanu Cywilnego w Wałbrzychu.
W 1965 r. założył grupę Blackout. Początkowo wraz z zespołem wykonywał standardy z repertuaru The Beatles i The Rolling Stones, a z czasem zaczął komponować muzykę do tekstów poety Bogdana Loebla. Pierwszy koncert zespołu odbył się 3 września 1965 w rzeszowskim klubie „Łącznościowiec”. Tadeusz Nalepa nagrał z tym zespołem płytę długogrającą Blackout oraz sześć mniejszych wydawnictw. Zespół istniał do końca 1967 r.
W 1968 r. założył grupę Breakout, z którym przez 13 lat istnienia nagrał 10 płyt. W 1982 zadebiutował jako solista w Hali „Gwardii” w Warszawie w koncercie „Rock-Blok”. W 1982 nagrał płytę z Izabelą Trojanowską. W 1983 r. podczas koncertów towarzyszyli mu: Ryszard Olesiński (gitara), Andrzej Nowak (gitara), Bogdan Kowalewski (gitara basowa), Marek Surzyn (perkusja). Punktem zwrotnym w jego solowej karierze było widowisko Breakout wraca do domu (25 maja 1985). W drugiej połowie lat 80. regularnie koncertował, najczęściej z zespołem w składzie: Andrzej Nowak (gitara), Bogdan Kowalewski (gitara basowa), Jarosław Szlagowski (perkusja). Z muzykami tymi nagrał płytę Live 1986 (na instrumentach klawiszowych towarzyszył im Rafał Rękosiewicz) oraz album Sen szaleńca (również z udziałem Rafała Rękosiewicza i Tomasza Szukalskiego – na saksofonie).

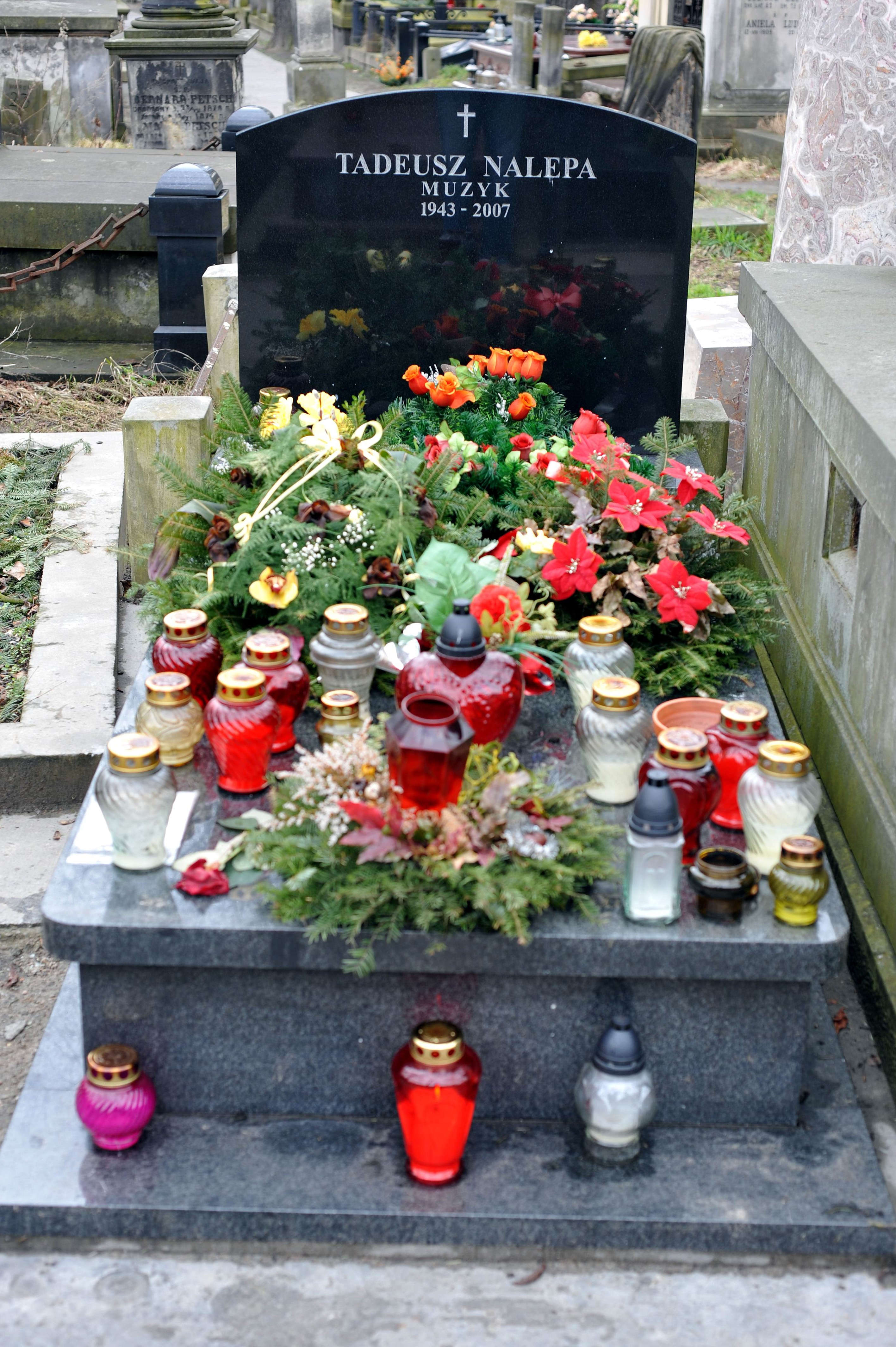
Grób Tadeusza Nalepy na cmentarzu Powązkowskim w Warszawie

W 1986 r. czasopismo muzyczne „Jazz Forum” (ankieta) przyznało mu tytuł najlepszego: muzyka, kompozytora i gitarzysty. Wraz z innymi laureatami tego plebiscytu wziął udział w koncertach Blues/Rock Top '86. Nawiązał owocną współpracę z zespołem Dżem, z którym nagrał płytę Numero Uno.
W 1988 r. po jego występach za granicą wydał podwójny album To mój blues, zawierający nagrania z lat 1982–1988. Wydając w 1993 płytę Jesteś w piekle, użył nazwy Nalepa-Breakout, jednak przy jej reedycji pozostawił już tylko swoje nazwisko. W tym samym roku został laureatem nagrody im. Marii Jurkowskiej przyznawanej przez Program III Polskiego Radia.
Kolejne płyty – jako Tadeusz Nalepa – nagrywał z różnymi składami. Ostatnią jest płyta DVD z 2006 roku Rzeka Dzieciństwa – 60 urodziny z zapisem koncertu, który odbył się 22 listopada 2003 w Hali Podpromie w Rzeszowie. Ostatnim wydawnictwem, które ukazało się za życia artysty był wydany 2 października 2006 box pt. Tadeusz Nalepa 1992-2002, który składa się z reedycji 13 albumów z całego okresu kariery muzyka. Dwie z tych płyt mają faktycznie charakter premierowy. Są to: Śmierć Dziecioroba (muzyka do filmu o takim samym tytule, za którą Nalepa otrzymał w 1991 Nagrodę Specjalną Jury na XVI Festiwal Polskich Filmów Fabularnych) oraz Poznań-Giełda-Live (zawarte na tej płycie nagrania po raz pierwszy ukazały się w roku 1985 na kasecie magnetofonowej zatytułowanej Tadeusz Nalepa). Do boxu została dodana obszerna książeczka zawierająca opowieść o życiu muzyka spisana przez Tomasza Paulukiewicza.
Ostatnie trzy lata życia grał ze szczecińską grupą Free Blues Band Andrzeja Malcherka, w tym składzie zagrali ostatni koncert w życiu artysty: 12 sierpnia 2006 w Trzyńcu w Czechach.
W ostatnich latach życia poważnie chorował. Ze względu na niewydolność nerek był dializowany, a w 1992 miał przeszczepioną nerkę. Zmarł 4 marca 2007 w wyniku ciężkiej choroby nerek. Został pochowany dnia 12 marca 2007 na cmentarzu Powązkowskim (kwatera 23 wprost-1-5). W pogrzebie artysty uczestniczyła rodzina, licznie przybyli fani i przyjaciele, m.in. Dariusz Kozakiewicz, Józef Skrzek, Bogdan Kowalewski, Marek Gaszyński, Grzegorz Markowski, Izabela Trojanowska, Janusz Panasewicz, Robert Chojnacki, Ireneusz Dudek, Jerzy Styczyński, Marek Sierocki, Sławomir Wierzcholski i Mariusz Wilczyński.
Jego synem z małżeństwa z Mirą Kubasińską jest gitarzysta Piotr Nalepa. Drugą żoną Nalepy od 1989 była Grażyna Dramowicz, występująca wspólnie z nim w jego projektach solowych od 1993 r.

## Upamiętnienie

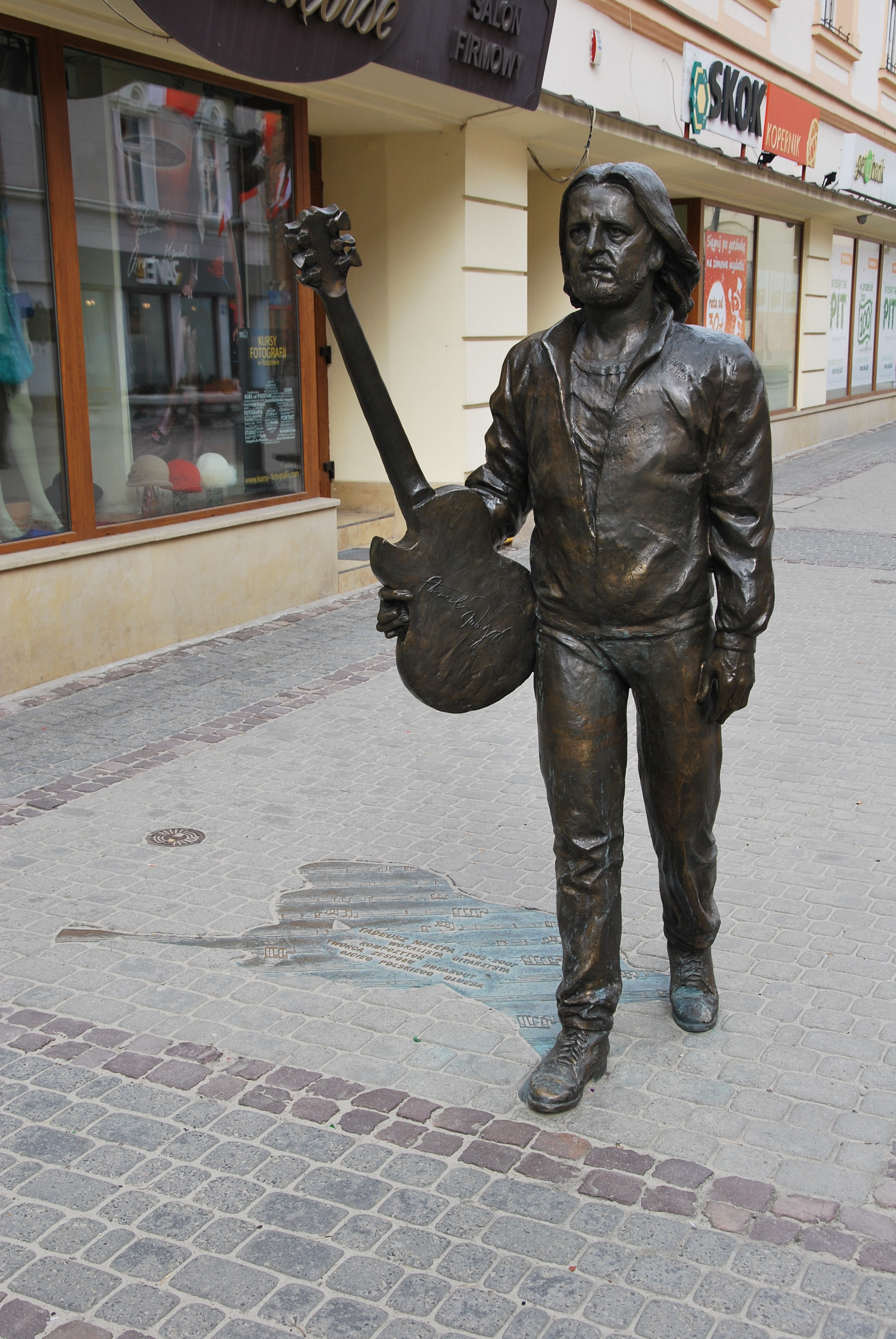
Pomnik Tadeusza Nalepy na ul. 3 Maja w Rzeszowie

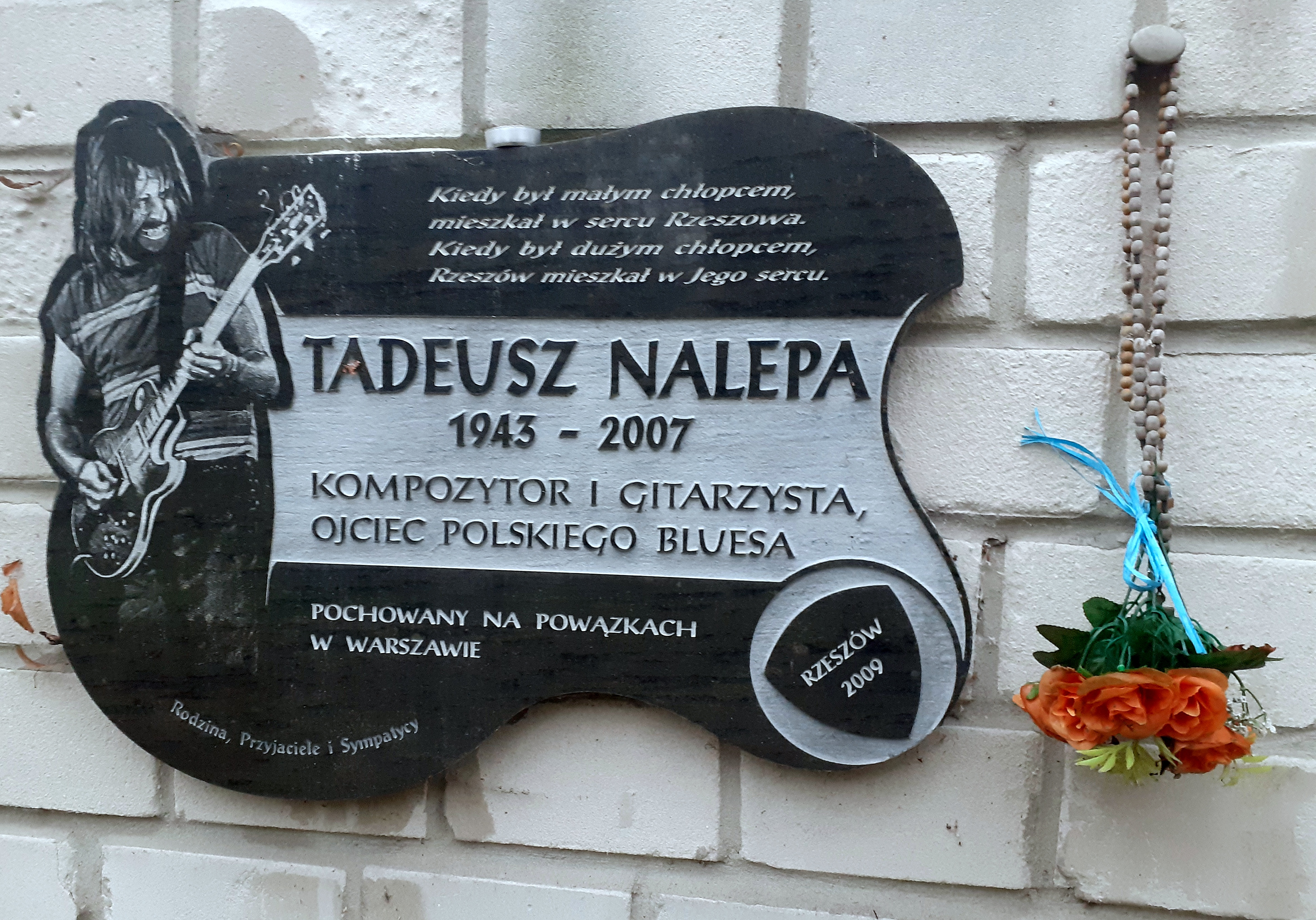
Tablica upamiętniająca na Starym Cmentarzu w Rzeszowie

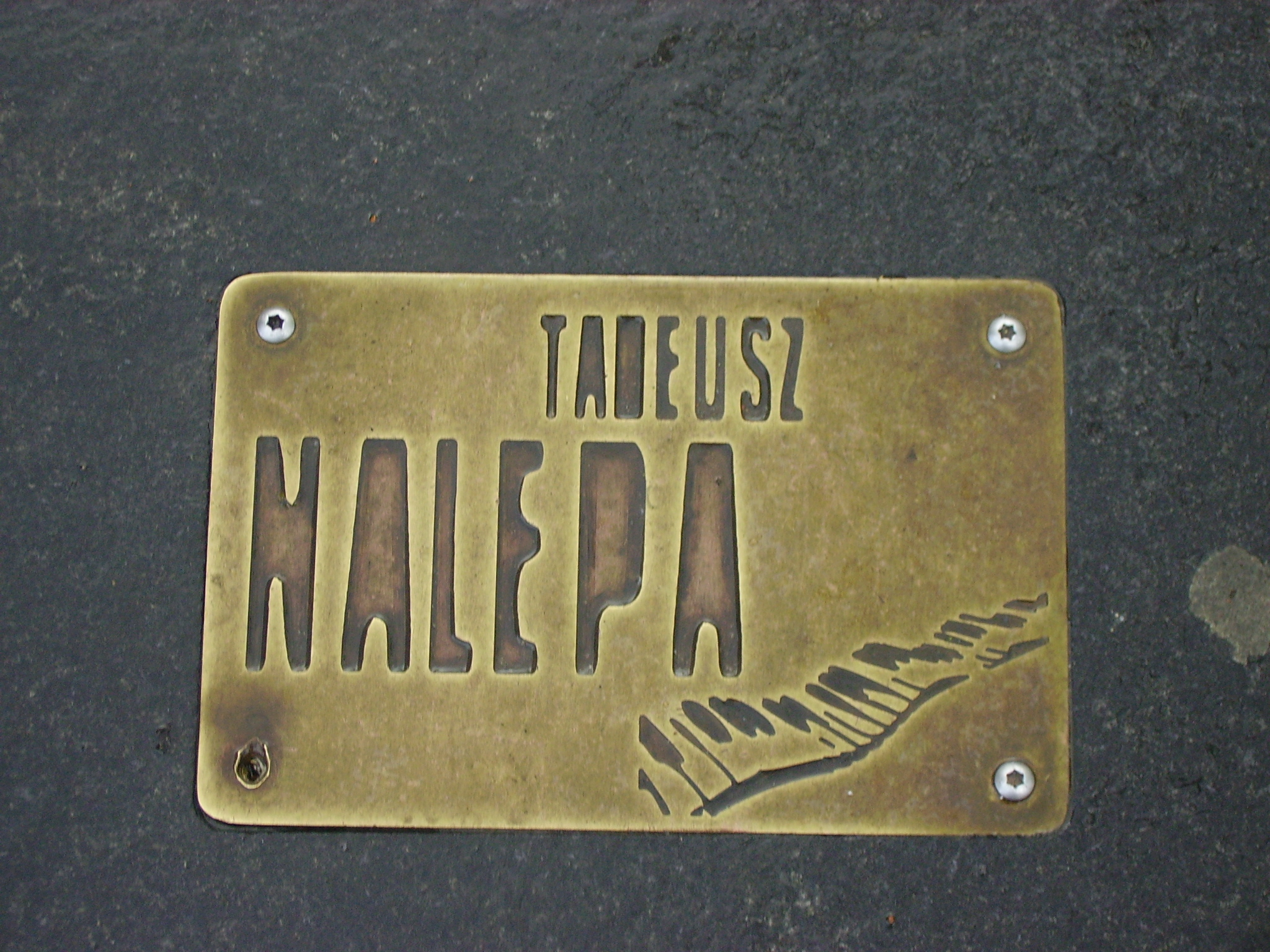
Tabliczka upamiętniająca Tadeusza Nalepę w Alei Gwiazd Bluesa w Białymstoku

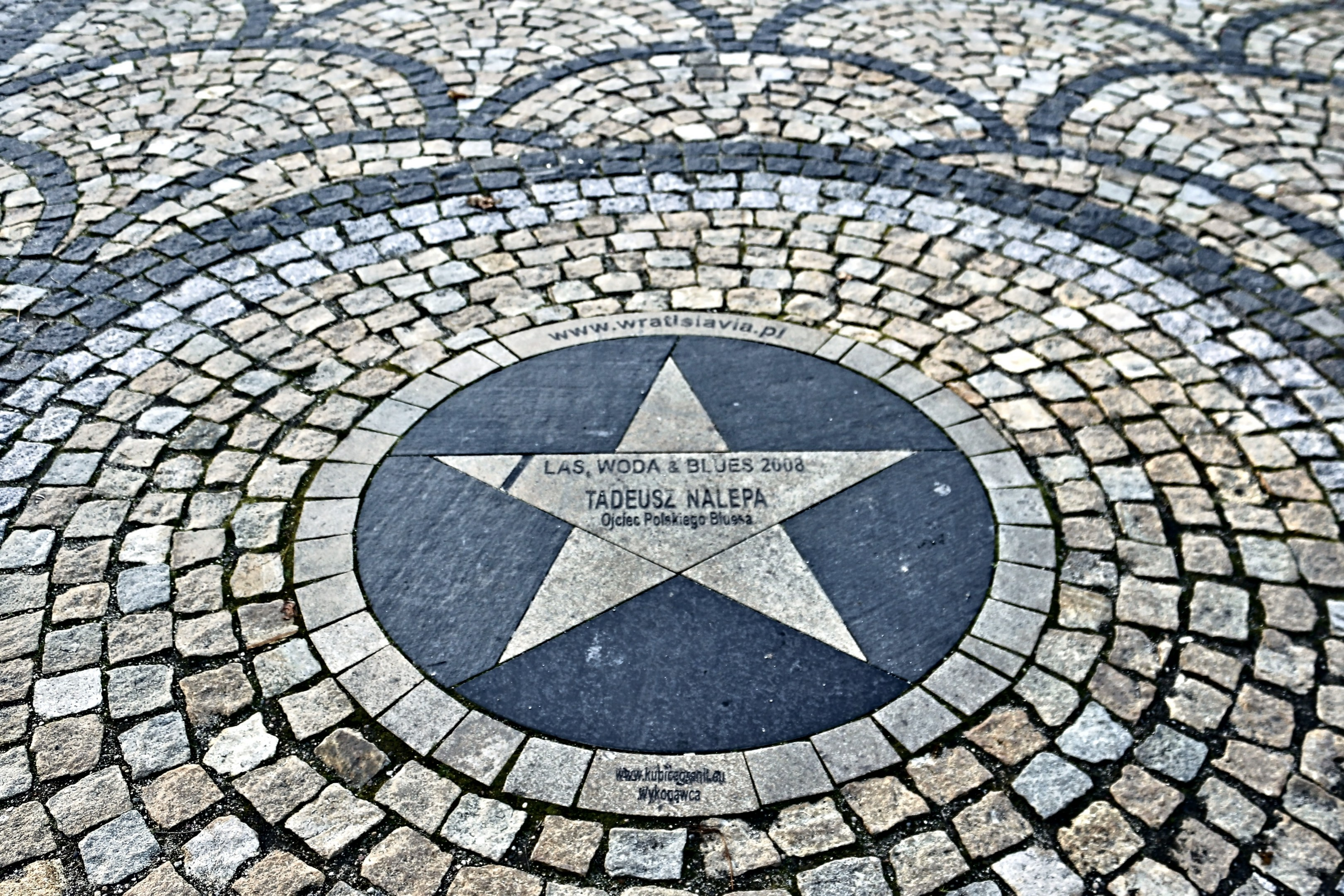
Gwiazda upamiętniająca Tadeusza Nalepę w Alei Gwiazd w Sławie

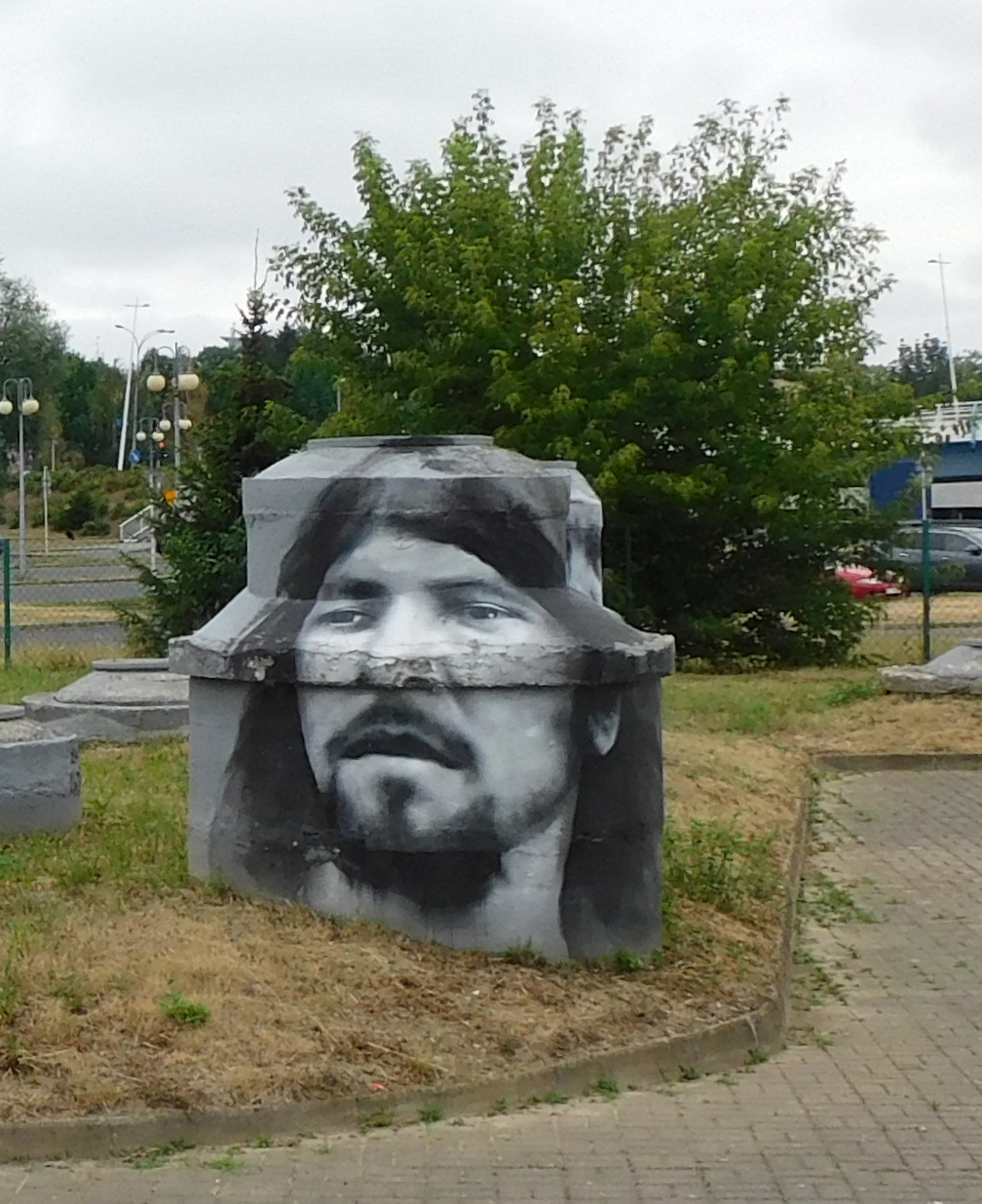
Mural z podobizną Tadeusza Nalepy w Rzeszowie autorstwa Arkadiusza Andrejkowa

19 czerwca 2007 odbył się w Rzeszowie Breakout Festiwal poświęcony pamięci Miry Kubasińskiej i Tadeusza Nalepy z udziałem m.in. Dżemu, Perfectu, Macieja Maleńczuka, Pawła Kukiza, Ewy Bem, Artura Gadowskiego, Kasi Kowalskiej, Józefa Skrzeka, Adama Assanowa i syna artystów – Piotra Nalepy. Efektem tego telewizyjnego widowiska były płyty CD i DVD.
Od 2014 r. odbywa się tam festiwal Breakout Days. Ma na celu upamiętniać twórczość oraz osobę Tadeusza Nalepy, promować ją wśród mieszkańców Rzeszowa, angażując młodych twórców inspirujących się zespołem Breakout. Nalepa mieszkał w Józefowie, gdzie organizowany jest festiwal „Lep na Bluesa”.
W 2007 r. wydano zapis koncertu z festiwalu Rawa Blues 1987 zarejestrowanego 19 września 1987. Na płycie znalazły się także dwa utwory zarejestrowane podczas koncertu w Katowicach 29 lipca 1995. W obydwu koncertach Tadeuszowi Nalepie towarzyszył zespół Dżem.
W 2008 r. wydana została płyta W hołdzie Tadeuszowi Nalepie, zawierająca 13 utworów. Autorem projektu jest Jan Borysewicz, razem z którym wystąpili m.in. Piotr Nalepa z zespołem Nie-bo, Paweł Kukiz, Leszek Cichoński, Jerzy Styczyński, Andrzej Nowak, Maciej Balcar, Dariusz Kozakiewicz, Marek Raduli, Maciej Silski, Piotr Cugowski, Marek „Georgia” Pieczara.
16 września 2023 r. przy ulicy Hetmańskiej 43 w Rzeszowie – na ścianie bloku, w którym w latach 1945–1955 mieszkał Tadeusz Nalepa, został odsłonięty mural poświęcony jego osobie. Pojekt muralu stworzył plakacista Maciej „Święty” Święcicki”, na ścianę z kolei przeniósł Michał Czerko.

## Dyskografia

### ZBlackout
Albumy studyjne
- 1967 Blackout

Albumy kompilacyjne
- 1968 Blackout / No To Co
- 1970 Zaśpiewaj z nami – IV Krajowy Zjazd ZMW
- 1991 Złote lata polskiego beatu 1966 vol. 1
- 1991 Złote lata polskiego beatu 1966 vol. 2
- 1991 Stan Borys: The best of Stan Borys
- 1994 Blackout 2
- 1997 Blackout, Breakout i Mira Kubasińska – Gold
- 2003 Studnia bez wody

### Z Breakout
Albumy studyjne
- 1969 Na drugim brzegu tęczy
- 1970 70a
- 1971 Blues
- 1971 Mira
- 1972 Karate
- 1973 Ogień
- 1974 Kamienie
- 1976 NOL
- 1979 ZOL
- 1980 Żagiel Ziemi

Albumy kompilacyjne
- 1991 Bluesbreakout 1971–72 (jako Tadeusz Nalepa)
- 1995 Ballady
- 1996 Breakout 69/70
- 1997 Blackout, Breakout i Mira Kubasińska – Gold
- 1997 Mira / Ogień
- 1998 Złote przeboje
- 1999 Największe przeboje 2CD – Na drugim brzegi tęczy, Blues, Karate (seria Złote lata sześćdziesiąte), Fraza Records
- 2000 Breakout vol. 1 – Blues / Ogień
- 2000 Breakout vol. 2 – Karate / Na drugim brzegu tęczy
- 2000 Poszłabym za tobą
- 2001 Oni zaraz przyjdą tu
- 2011 Poszłabym za tobą

### Pod własnym nazwiskiem
Albumy studyjne
- 1987 Sen szaleńca
- 1988 Numero Uno (jako Tadeusz Nalepa + Dżem)
- 1991 Absolutnie
- 1993 Pożegnalny cyrk (płyta Izabeli Trojanowskiej nagrana w 1982)
- 1994 Jesteś w piekle (jako Nalepa Breakout)
- 1995 Najstarszy zawód świata
- 1996 Flamenco i blues
- 1999 Zerwany film
- 2002 Sumienie

Albumy koncertowe
- 1985 Tadeusz Nalepa (w boksie 1982–2002 jako Poznań – Giełda Live)
- 1985 Tadeusz Nalepa promotion After Blues
- 1986 Live 1986
- 2006 60 urodziny

Albumy kompilacyjne
- 1989 To mój blues
- 1991 To mój blues vol. 1 1979–1985
- 1991 To mój blues vol. 2 1987–1988
- 2001 Dbaj o miłość

Wideografia
- 2006 60 urodziny (koncert)
- 2007 Rawa Blues 1987 (koncert)

Box
- 2006 1982–2002 (boks 13 CD: Poznań – Giełda Live, Live 1986, Sen szaleńca, Numero Uno, To mój blues (1) i (2), Śmierć dziecioroba, Absolutnie, Jesteś w piekle, Najstarszy zawód świata, Flamenco i blues, Zerwany film, Sumienie)

#### Gościnnie
- 1985 Blues Forever Leszek Winder
- 1995 List do R. na 12 głosów, vol.2 Dżem[10]
- 1997 Być wolnym Tic Tac TIC-001-3-97CD
  - utwór „Co mogę jeszcze dać”
- 1999 SBB i przyjaciele – Na żywo w Kongresowej SBB
- 1999 SBB w filharmonii: akt 2 SBB

### Muzyka filmowa
- 1979 Justyna
- 1991 Śmierć dziecioroba
- 2019 Zabij to i wyjedź z tego miasta

## Filmografia
- Historia polskiego rocka (2008, film dokumentalny, reżyseria: Leszek Gnoiński, Wojciech Słota)

## Odznaczenia i nagrody
- Nagroda za muzykę do filmu Śmierć dziecioroba na Festiwalu Polskich Filmów Fabularnych 1991
- Krzyż Kawalerski Orderu Odrodzenia Polski (2003)
- Złoty Medal „Zasłużony Kulturze Gloria Artis” (2005)
- Polska Nagroda Filmowa Orzeł 2021 za muzykę do filmu Zabij to i wyjedź z tego miasta